# Etmopterus gracilispinis
Etmopterus gracilispinis är en hajart som beskrevs av Johann Ludwig Gerard Krefft 1968. Etmopterus gracilispinis ingår i släktet Etmopterus och familjen lanternhajar. IUCN kategoriserar arten globalt som livskraftig. Inga underarter finns listade i Catalogue of Life.